# Rancho Guadalupe, Oaxaca
Rancho Guadalupe är en ort i Mexiko.   Den ligger i kommunen San José Tenango och delstaten Oaxaca, i den sydöstra delen av landet, 300 km sydost om huvudstaden Mexico City. Rancho Guadalupe ligger 1 149 meter över havet och antalet invånare är 129.
Terrängen runt Rancho Guadalupe är bergig åt sydost, men åt nordväst är den kuperad. Runt Rancho Guadalupe är det ganska tätbefolkat, med 185 invånare per kvadratkilometer. Närmaste större samhälle är Isla Soyaltepec, 17,9 km nordost om Rancho Guadalupe. I omgivningarna runt Rancho Guadalupe växer i huvudsak städsegrön lövskog.